# محوطه تله سر
محوطه تله سر مربوط به دوران‌های تاریخی پس از اسلام است و در شهرستان رودسر، بخش رحیم آباد، روستای درگاه واقع شده و این اثر در تاریخ ۲۷ بهمن ۱۳۸۲ با شمارهٔ ثبت ۱۰۹۶۸ به‌عنوان یکی از آثار ملی ایران به ثبت رسیده است.